# Alexandre de Riga et de toute la Lettonie
Alexandre de Riga et de toute la Lettonie est l’actuel primat de l’Église orthodoxe de Lettonie.